# Олег Иванов
Олег Иванов (рус. Олег Александрович Иванов; Москва, 4. август 1986) је руски фудбалер и репрезентативац.

## Каријера

### Клупска каријера
Иванов је започео професионалну каријеру у Спартаку из Москве, играо за Химки, Кубањ Краснодар, а за Крила Совјетов дебитовао је 22. марта 2008. године
Од 2012. играо је за Ахмат Грозни, са којим је раскинуо уговор споразумно 10. јануара 2021. године. Дана 21. јануара 2021. потписао је уговор са ФК Уфа. Од 2022. године игра за Рубин Казањ.

### Репрезентација
Иванов је изабран у састав репрезентације Русије за Европско првенство 2008.  Позван је након повреде Павела Погребњака. После дуже паузе, поново је позван у репрезентацију у фебруару 2013. за пријатељску утакмицу против Исланда. За репрезентацију је коначно дебитовао 7. јуна 2015. у пријатељској утакмици против Белорусије. Био је саставу тима репезентације Русије на Европском првенству 2016.